# Объединённая лейбористская партия
Объединённая лейбористская партия (Лейбористская партия единства; англ. Unity Labour Party, ULP) — социал-демократическая и демосоциалистическая политическая партия Сент-Винсента и Гренадин. Правящая в настоящее время партия, руководимая Ральфом Гонсалвешем, премьер-министром с 2001 года.

## История
Партия была образована в 1994 году в результате слияния Сент-Винсентской лейбористской партии и Движения за национальное единство. Существовавшая с 1955 года Лейбористская партия с 1966 года получала больше половины голосов на выборах, но смогла сформировать правительства только в 1967—1972 и 1974—1984 годах (в 1979 году при ней Сент-Винсент и Гренадины стал независимой страной). Движение за национальное единство (Movement for National Unity) было отколом 1984 года от социалистического «Объединённого народного движения», образованного в 1979 году в результате объединения нескольких небольших левых группировок, включая и Объединённое освободительное движение Юлу (YULIMO; Юлу - название острова Сент-Винсент на языке коренных жителей) марксистско-ленинского толка, членом которого был Гонсалвеш. То, в свою очередь, было основано в 1974 году посредством объединения Организации за культурное самосознание чёрного населения, Комитета за освобождение чёрных и группы молодых социалистов.
Партии выступили в качестве альянса на выборах в начале того же 1994 года, пообещав избирателям, что они объединятся после выборов независимо от результата. На выборах 1998 года они получили 54,6 % голосов, но Новой демократической партии всё равно досталось большинство мест. Однако на всеобщих выборах 2001 года ОЛП получила почти 57 % голосов избирателей и своё первое парламентское большинство, гарантировав двенадцать из пятнадцати мест. Партия сохранила большинство на всеобщих выборах 2005 года. С падением общественной поддержки партия была переизбрана уже с меньшим большинством на всеобщих выборах 2010 года, получив 8 из 15 избранных мест в Палате собрания Сент-Винсента и Гренадин. Аналогичные результаты у партии были на выборах 2015 года.
ОЛП выступает за национальное единство и равенство граждан, делая особый акцент на защите прав и интересов трудящихся и неимущих слоёв. Среди приоритетных программ партии при власти — создание новых рабочих мест и борьба с отмыванием денег через офшоры. В 2003 году партия привела страну в Движение неприсоединения, в 2009 году — в состав Боливарианского альянса для народов нашей Америки (АЛБА). Однако в том же году поддерживаемый ОЛП проект новой конституции, предусматривавшей, в частности, замену монархии (в составе Содружество наций) республикой, не получил поддержки на референдуме.
Печатный орган Объединённой лейбористской партии — газета «Юнити». Партия является членом COPPPAL и аффилированным членом Форума Сан-Паулу, до 2014 года входила в Социалистический интернационал. 

## Электоральная история
Выборы в парламент
| Дата выборов | Лидер партии    | Количество голосов | Процент голосов | Количество мест | Роль в правительстве |
| ------------ | --------------- | ------------------ | --------------- | --------------- | -------------------- |
| 1998         | Ральф Гонсалвеш | 28025              | 54,6 %          | 7 из 15         | В оппозиции          |
| 2001         | Ральф Гонсалвеш | 32925              | 56,5 %          | 12 из 15        | В правительстве      |
| 2005         | Ральф Гонсалвеш | 31848              | 55,26 %         | 8 из 15         | В правительстве      |
| 2010         | Ральф Гонсалвеш | 32099              | 51,11 %         | 8 из 15         | В правительстве      |
| 2015         | Ральф Гонсалвеш | 34246              | 52,28 %         | 8 из 15         | В правительстве      |